# Brignon
Brignon ist eine französische Gemeinde im Département Gard in der Region Okzitanien (vor 2016 Languedoc-Roussillon). Sie gehört zum Kanton Quissac im Arrondissement Alès.

## Geografie, Infrastruktur
Die Gemeinde Brignon liegt auf halbem Weg zwischen den Städten Alès und Nîmes am Gardon. Seine Zuflüsse Droude und Auriol durchqueren das Gemeindegebiet. Die Nachbargemeinden sind Saint-Césaire-de-Gauzignan und Saint-Maurice-de-Cazevieille im Norden, Castelnau-Valence im Nordosten, Moussac im Südosten, Sauzet im Süden, Boucoiran-et-Nozières im Westen und Cruviers-Lascours im Nordwesten. Die Ortschaft wird von der SNCF mit der Cevennenbahn am Bahnhof Nozières-Brignon bedient. Dort ereignete sich der Eisenbahnunfall von Nozières-Brignon.

## Bevölkerungsentwicklung
| Jahr                       | 1962 | 1968 | 1975 | 1982 | 1990 | 1999 | 2008 | 2020 |
| Einwohner                  | 607  | 600  | 564  | 648  | 616  | 658  | 823  | 762  |
| Quellen: Cassini und INSEE |      |      |      |      |      |      |      |      |

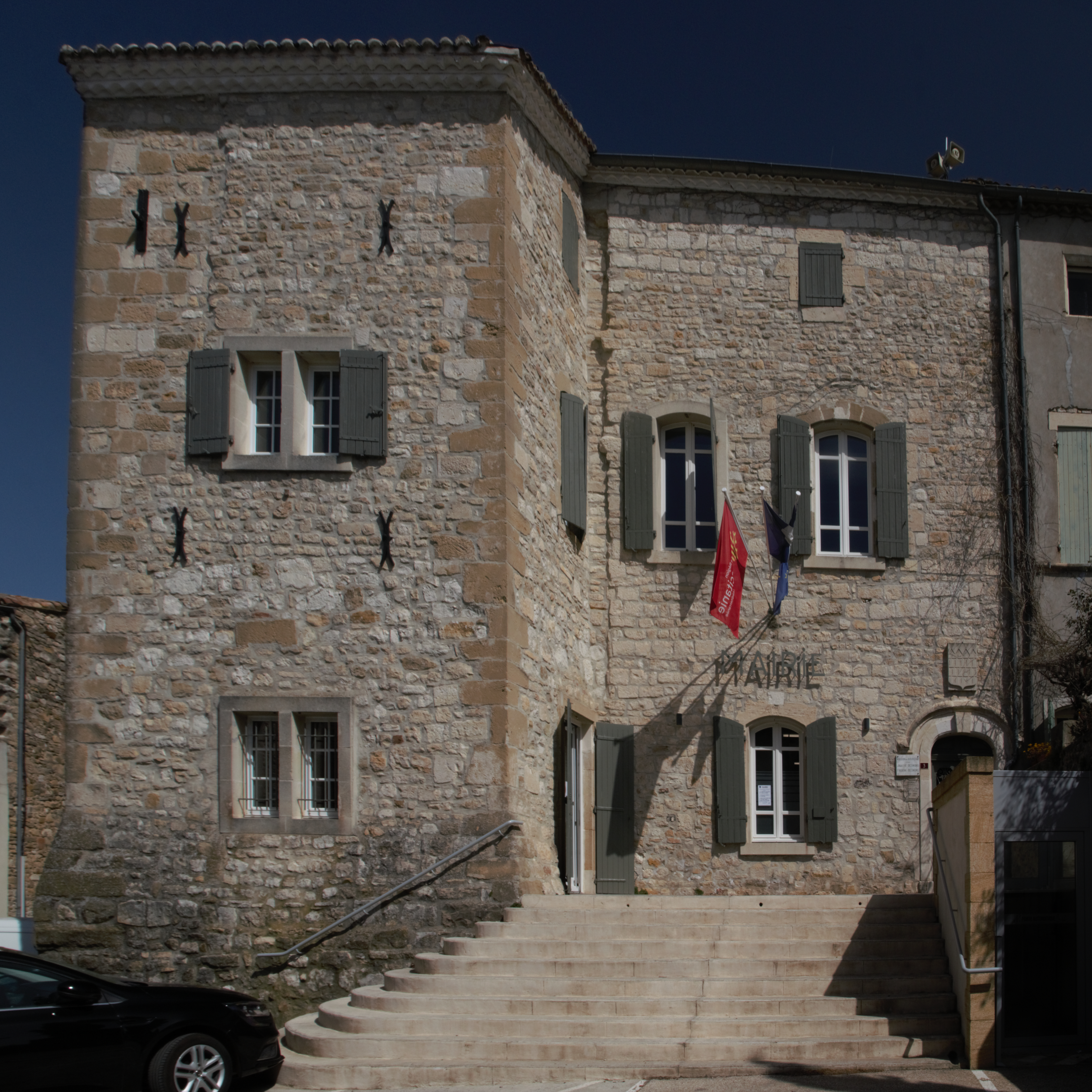
Mairie (Bürgermeisteramt)
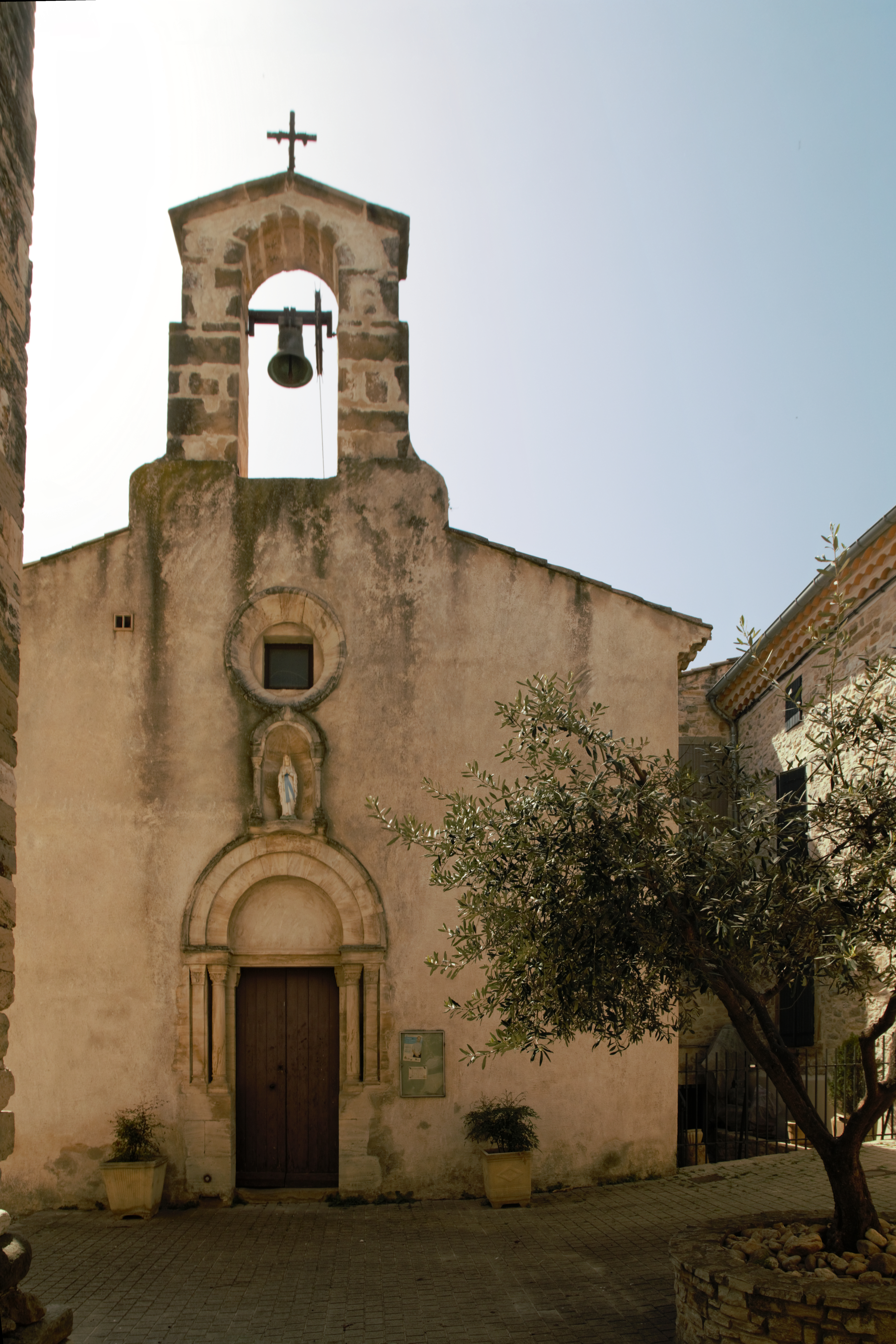
Kirche Saint-Paul
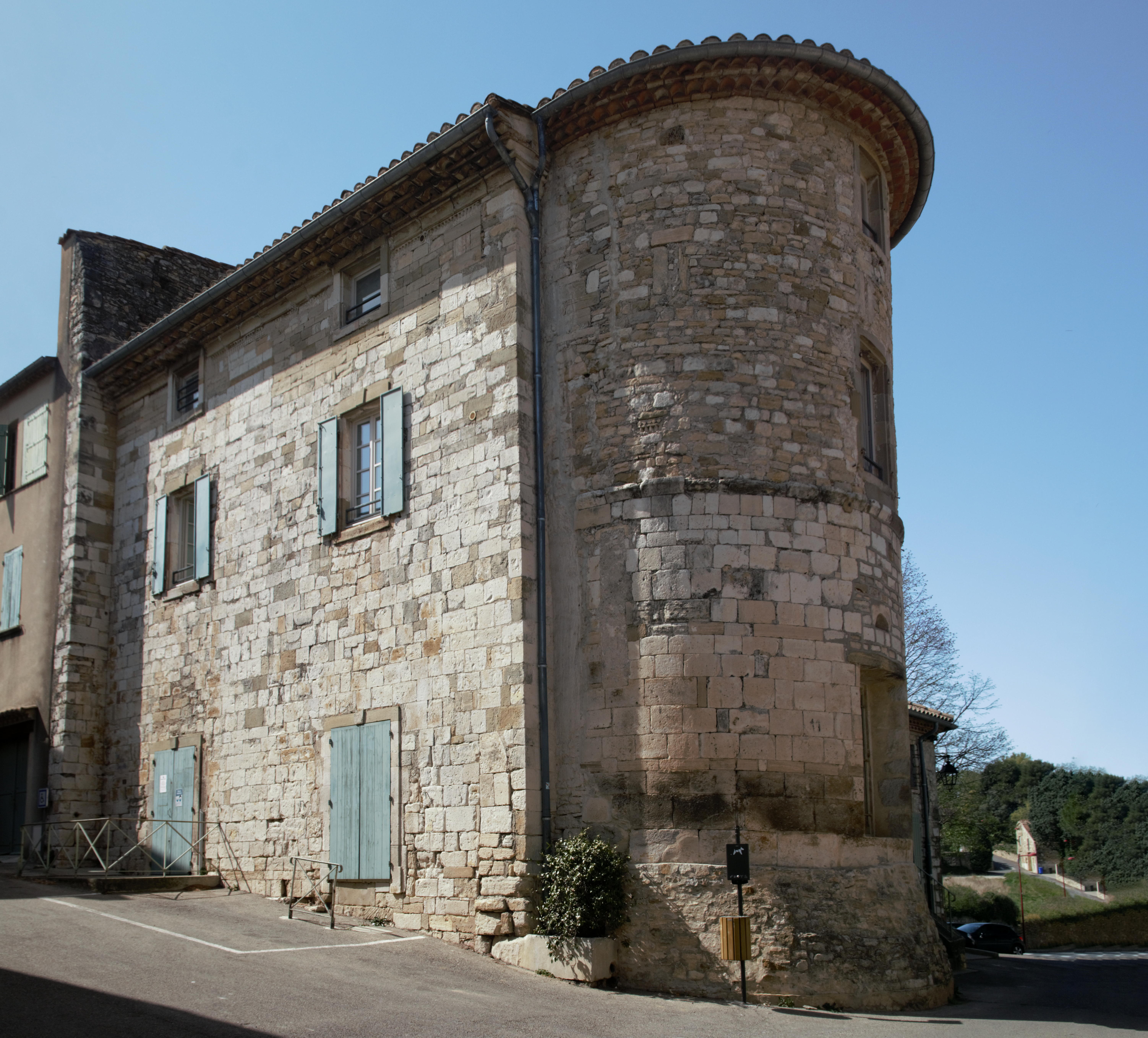
Reste der Ortsbefestigung
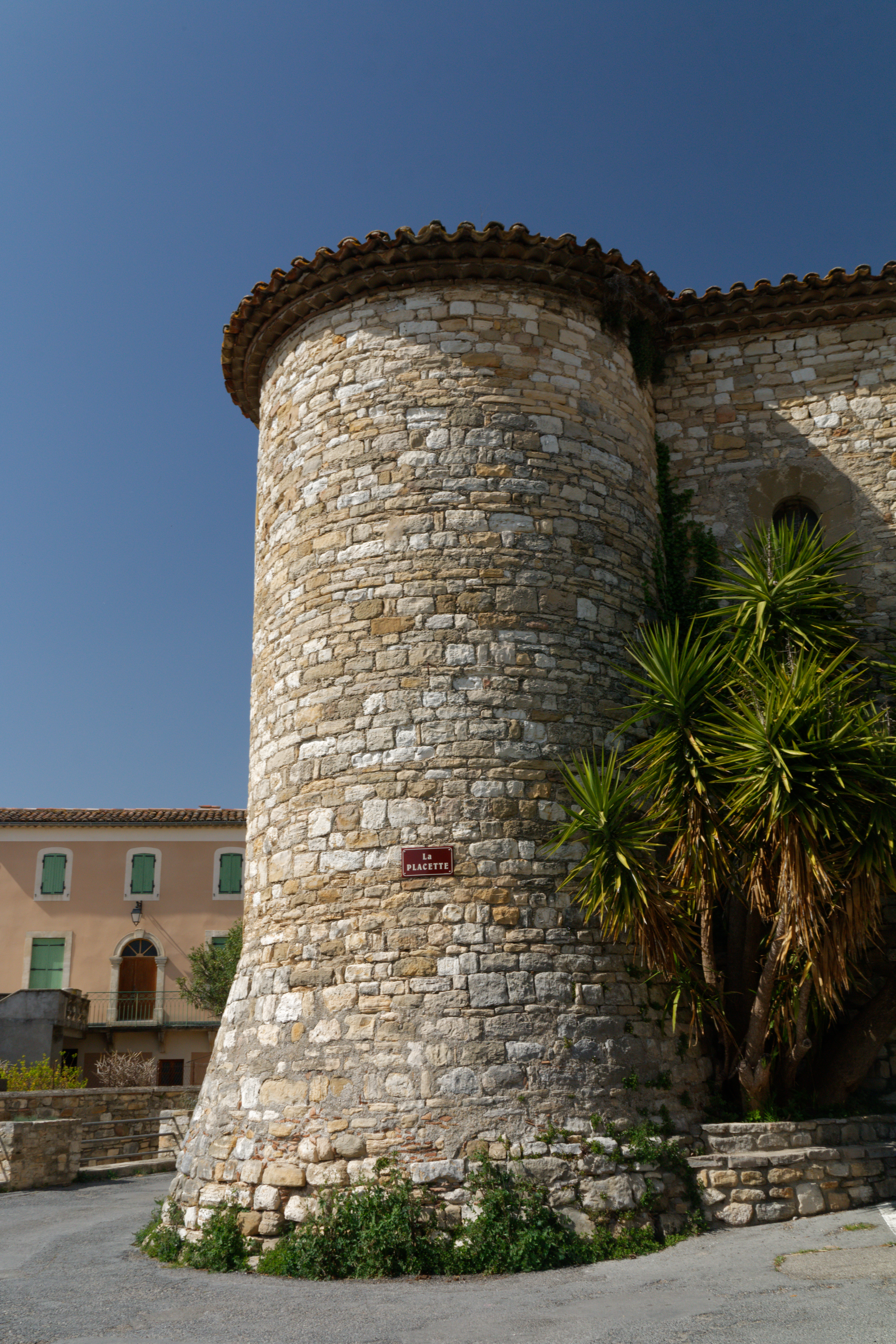
Turm in der ehemaligen Ortsbefestigung
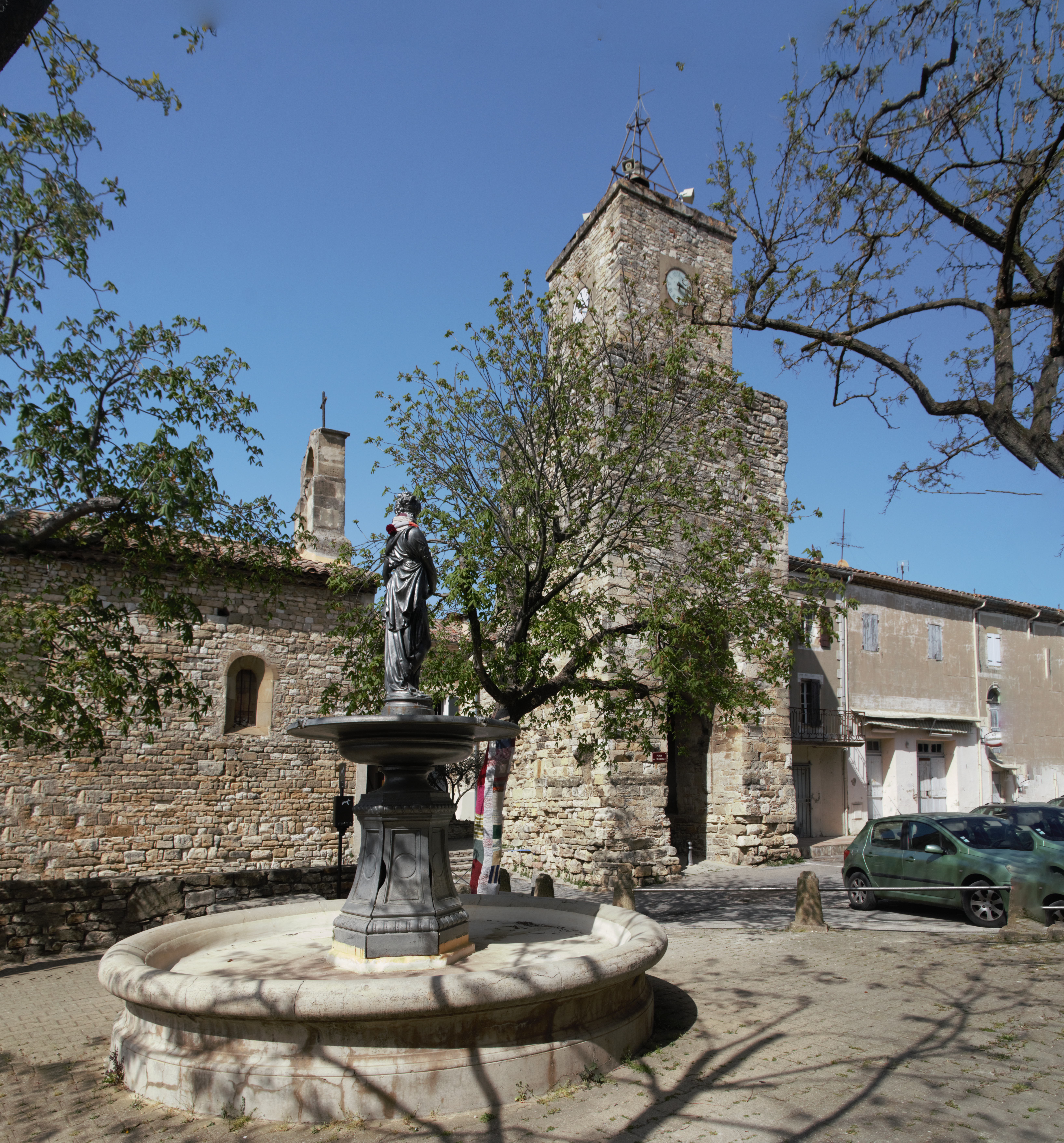
Uhrturm

## Persönlichkeiten
- Frédéric Desmons (1832–1910), calvinischer Pastor, in Brignon geboren